# Diario 16
Diario 16 fue un periódico español con sede en Madrid, que existió desde 1976 hasta 2001.
Fue fundado por los editores de la revista Cambio 16 y su primer número se publicó el 18 de octubre de 1976, lo que lo convirtió —después de El País— en uno de los primeros diarios creados al terminar la dictadura de Francisco Franco. Su línea editorial se caracterizó por defender las libertades civiles y los derechos individuales, convirtiéndose en un símbolo de la Transición española. Por su redacción han pasado destacados periodistas como Juan Tomás de Salas (fundador), Miguel Ángel Aguilar, Gregorio Morán, Francisco Cerecedo, Pedro J. Ramírez, Federico Jiménez Losantos, Justino Sinova, Fernando Sánchez Dragó, González Urbaneja y José Luis Gutiérrez, entre otros.
El diario se hizo popular gracias a sus reportajes de investigación, destapando la Operación Galaxia y el caso GAL. Pero a comienzos de la década de 1990 empezó a sufrir dificultades económicas, afectado por la salida de Pedro J. Ramírez de la dirección y la creación posterior de El Mundo, que le arrebató buena parte de sus lectores. En 1997 presentó una declaración de quiebra voluntaria, pero se logró que el Grupo Voz adquiriera la cabecera en enero de 1998. A pesar de ello, los problemas persistieron y Diario 16 dejó de publicarse el 7 de noviembre de 2001.

## Historia

### Nacimiento deDiario 16(1977 a 1980)
El origen del diario se encuentra en la publicación Cambio 16, editada por el Grupo 16. Bajo esa revista se ideó Diario 16, un periódico diario de información general con Luis González Seara como presidente y Juan Tomás de Salas como director general. El primer ejemplar salió a la venta el 18 de octubre de 1976, de edición vespertina y a un precio de doce pesetas. En su primer editorial se marcó el objetivo de «vigilar muy de cerca la marcha del Estado para impedir que esa enorme concentración de poder en manos de unos pocos arrase la libertad de los muchos y arrastre el país», en referencia al establecimiento de la democracia tras la muerte del dictador Francisco Franco. Para ello se apostó por una línea de trabajo similar a la de Cambio 16. En la campaña publicitaria se utilizó la canción «Libertad sin ira» del grupo Jarcha, que se convertiría en uno de los himnos de la Transición española.
Durante los primeros meses, en los que Ricardo Utrilla ocupó la dirección, se sufrieron dificultades económicas y no se cumplieron las expectativas generadas en el lanzamiento, pues la tirada inicial se vio limitada por la falta de liquidez. Utrilla dejó la dirección en marzo de 1977 y su sustituto fue Miguel Ángel Aguilar, que durante su mandato afrontó las dificultades aún existentes por la falta de libertad de prensa que todavía existía en el país. De hecho, tanto el nuevo director como los periodistas Gregorio Morán y Francisco Cerecedo fueron procesados por una serie de artículos en los que se criticaba a Manuel Fraga, llegando incluso a secuestrarse la publicación. Diario 16 también fue uno de diarios que apoyó la legalización del Partido Comunista de España, a través del artículo conjunto «No frustrar una esperanza». El 26 de junio de 1977, su sede sufrió un atentado del grupo terrorista GRAPO.
Diario 16 ganó popularidad tras denunciar intentos de golpes de Estado contra la democracia como la llamada Operación Galaxia (1980). La cabecera logró consolidarse en los quioscos, asentó una base de lectores y primó el trabajo de investigación sobre otras consideraciones. Sin embargo, sus problemas económicos persistieron. Aguilar fue destituido en mayo de 1980 por el descenso de la tirada y la falta de ingresos publicitarios, dejando paso a Justino Sinova como director provisional. En esa época se vendían una media de 50.000 ejemplares y las deudas superaban los 40 millones de pesetas.

### Etapa de Pedro J. Ramírez (1980 a 1989)

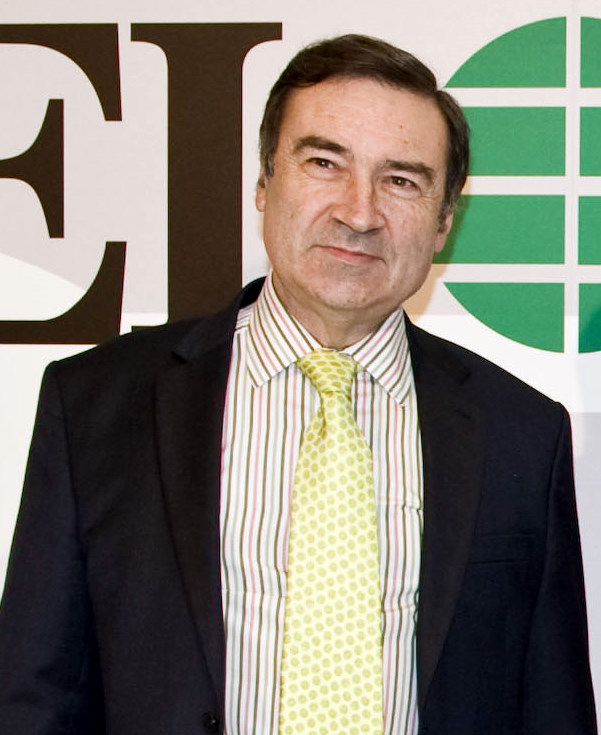
Pedro J. Ramírez dirigió Diario 16 desde 1980 hasta 1989.

El 17 de junio de 1980, la junta de fundadores aprobó el nombramiento en la dirección de Pedro J. Ramírez, procedente de ABC, quien asumió la responsabilidad al día siguiente. Sus objetivos eran aumentar la venta de ejemplares, salir de los números rojos y competir con las grandes cabeceras. Diario 16 pasó a ser un periódico matutino y una de las primeras decisiones fue editar todos los días de la semana. Hasta la década de 1980 ningún diario publicaba los lunes, día en el que solo salían los diarios deportivos y la Hoja del Lunes, editada por las asociaciones de prensa. A pesar de que la publicación conllevó un expediente por parte de la Secretaría de Estado para la Información, los responsables mantuvieron la decisión —la denuncia contra el diario fue sobreseída el 4 de diciembre de 1980— y se abrió un debate para derogar la medida, lo que permitió hacer lo mismo al resto de diarios.
En el golpe de Estado de 1981, Diario 16 publicó cinco ediciones especiales. La primera de ellas no salió hasta las 23:30 horas e incluía un editorial titulado «En defensa de la Constitución». Otro número especial fue el dedicado a la victoria del PSOE en las elecciones generales de 1982, con más de 700.000 ejemplares vendidos. Con el paso de los años se incrementaron los ingresos publicitarios y se editaron páginas en color de forma regular, hasta entonces reservadas a los acontecimientos especiales, así como suplementos temáticos. Uno de ellos fue el infantil Gente Pequeña, que se publicaba todos los domingos.
En 1987 llegó la etapa de mayor repercusión con la apertura del caso GAL y el descubrimiento de un zulo con información esencial por parte de Ricardo Arques, periodista que inició la investigación cuando trabajaba en el diario vasco Deia. La publicación se volcó en el asunto y sacó amplios reportajes sobre la trama y la implicación de personajes como el policía José Amedo. Sin embargo, en 1989 surgieron discrepancias en la dirección del rotativo. El seguimiento del caso propició varias disputas entre el Pedro J. y Juan Tomás de Salas, que se oponía al tratamiento informativo e incluso escribió Hemos condenado a Amedo sin juzgarle. La gota que colmó el vaso fue la publicación del editorial «La rosa y el capullo», bastante crítico con el gobierno socialista, y las fotos de cuarenta presuntos asesinos pertenecientes a los GAL.
Juan Tomás de Salas despidió a Pedro J. Ramírez el 8 de marzo de 1989. En aquel momento, Diario 16 vendía 150.000 ejemplares diarios y había multiplicado los ingresos publicitarios. En solidaridad con él, dimitieron de sus puestos Alfonso de Salas (hermano de Juan Tomás), Balbino Fraga y Juan González, quienes poco después reunieron 850 millones de pesetas para crear la empresa Unidad Editorial, editora de una nueva cabecera. Mientras que el ya exdirector denunció que su salida se debía a presiones del Gobierno, el editor dijo que se había hecho por divergencias sobre la línea editorial:

«Ramírez tenía tentaciones de acudir a fórmulas de periodismo popular que han provocado grandes tensiones. El clímax o la gota que colmó el vaso se alcanzó en el número del domingo pasado, fecha en la que publicó un editorial con el título La rosa y el capullo donde se insultaba a una de las personas más admiradas por mí, que es Federico Sánchez, o sea Jorge Semprún, ministro de Cultura».

Los periodistas que abandonaron Diario 16 crearon El Mundo del Siglo XXI el 23 de octubre de 1989, con Pedro J. Ramírez como director. Muchas firmas como Melchor Miralles, Alfonso Rojo, Juan Carlos Laviana y Forges se marcharon a la nueva publicación.

### Crisis del Grupo 16 (1989 a 1998)
En sustitución de Pedro J. Ramírez, De Salas nombró director a Enrique Badía. Paralelamente, en abril de 1989 la editorial francesa Hersant (editora de Le Figaro) compró el 31% de Grupo 16 en una operación sorpresiva que De Salas consideró una «maniobra hostil». El paquete adquirido correspondía a las acciones de Romualdo de Toledo, César Pontvianne Alcántara y Alfonso de Salas, entre muchas otras minoritarias. No obstante, el director general de Grupo 16 pudo mantener el 60% de los títulos. En menos de doce meses, Badía fue sustituido en la dirección por Justino Sinova.
Hersant alcanzó un preacuerdo en 1992 para asumir el control total de la cabecera, pero las negociaciones se rompieron a las pocas semanas. Ese mismo año asumió la dirección otro histórico de Grupo 16, José Luis Gutiérrez, quien a su llegada tuvo que lidiar con una mala situación: a pesar de vender algo más de 180.000 ejemplares diarios, Diario 16 volvió a entrar en números rojos y cada vez le costaba más competir con El Mundo, por lo que adoptó una línea editorial crítica con el gobierno de Felipe González y reforzó su apuesta por la investigación. El ejemplo más conocido fue la publicación, en noviembre de 1993, de una información referente al patrimonio de Luis Roldán, director de la Guardia Civil, sobre el que se inició una investigación policial. Los redactores José María Irujo y Jesús Mendoza recibieron el premio Ortega y Gasset de 1995 por ese trabajo.
No obstante, la situación en el seno de la empresa era muy complicada. Juan Tomás de Salas tuvo que ceder la presidencia del diario en 1993 al empresario Jesús de Ramón-Laca, a instancias del principal acreedor de la empresa, el Banco Central Hispano (BCH). El nuevo presidente llevó a cabo restricciones salariales, recortes de gastos y un expediente de regulación de empleo. La situación se complicó cuando los trabajadores dejaron de percibir sus nóminas e incluso fueron a la huelga. En julio de 1994, De Salas dejó las acciones que le quedaban en Cambio 16 y Diario 16 a Ramón-Laca, aunque siguió vinculado al grupo como asesor editorial. La Asamblea de Madrid, presidida por Joaquín Leguina, aprobó por unanimidad un crédito de 360 millones de pesetas, que según el fundador nunca se concedió.
En septiembre de 1995, se confirmó la venta del Grupo 16 al empresario José Luis Domínguez, anterior dirigente de Amstrad España. El editor pidió una quita del 80% de la deuda (8.000 millones de pesetas a Hacienda y la Seguridad Social), pagando Grupo 16 el resto durante un plazo de diez años. Sin embargo, no se llegó a un acuerdo y en diciembre del mismo año se declaró la suspensión de pagos. José Luis Gutiérrez fue despedido en enero de 1996 y en menos de un año hubo hasta cuatro directores: Emilio Arrojo, su sustituto, fue cesado a los pocos meses por pedir el pago de las nóminas a la plantilla. Después llegó Fernando Reinlein, anterior director adjunto. Y tras una larga huelga debido a los sucesivos impagos, por la que incluso el periódico no se publicó, Domínguez cedió todas sus acciones a Juan Tomás de Salas, quien además de recuperar la empresa que había creado se convirtió en el nuevo responsable. En todo ese tiempo, la publicación pudo sobrevivir gracias a un aval del Instituto de Crédito Oficial.
La crisis del diario también influyó en su línea editorial. Durante esos meses salió adelante con medios más precarios que los acostumbrados y en 1997 se dio paso a portadas sensacionalistas, tales como la dedicada a Javier Gómez de Liaño durante el proceso judicial contra Sogecable, al cual tildaron de «loco» con un fotomontaje, o la portada dedicada al asesinato de Miguel Ángel Blanco, en la que se calificó a la banda terrorista ETA de «hijos de perra».
A pesar de que las revistas de Grupo 16 sí salieron adelante, el periódico siguió acumulando pérdidas. El 21 de mayo de 1997, Diario 16 publicó en portada un llamamiento de socorro a sus lectores, a quienes animaba a hacer donaciones. Además, Juan Tomás de Salas acusó a Pedro J. Ramírez y al gobierno de José María Aznar de querer cerrar el periódico. En julio, la sociedad editora Impresa pidió la declaración de quiebra voluntaria, al deber 22.000 millones de pesetas (más de la mitad a los acreedores y 1.500 millones a sus trabajadores). Tras aprobarse el plan de viabilidad, De Salas abandonó la dirección y Diario 16 salió a subasta pública. En el momento de la declaración de quiebra la plantilla era de 193 trabajadores.

### Venta al Grupo Voz y desaparición (1998 a 2001)
El Grupo Voz, editor de La Voz de Galicia y dueño de varias emisoras de radio, fue el único postor interesado y el 15 de enero de 1998 se hizo con el control del rotativo y todas sus ediciones (salvo la de Andalucía) por 527 millones de pesetas, a través de Distribuidor Gallego de Publicaciones. Alfredo Vara (redactor jefe de La Voz) asumió la dirección en funciones y desarrolló, junto a una plantilla de solo 16 empleados, la renovación de la empresa. Dos meses después fue sustituido por Iñaki Torres.
El relanzamiento se produjo el 5 de mayo de 1998 y en su primer editorial criticó la «polarización» de la prensa española. El cambio más importante fue la estructuración del diario en dos bloques: el informativo por un lado (con nacional, internacional y deportes) y por el otro un cuadernillo central llamado SOS (acrónimo de Sociedad, Ocio, Servicios). No obstante, no se frenó la pérdida de lectores y Torres fue reemplazado en 1999 por el gallego Luis Ventoso.
El 23 de junio de 2000 se estrenó un nuevo rediseño del Diario 16 para darle una imagen totalmente distinta a la que tenía. El nuevo logotipo incluía la palabra «Abierto», en referencia a «toda la gran tradición liberal para propugnar el predominio de la sociedad civil sobre el Estado», así como en el respeto a cualquier creencia religiosa o condición sexual, y reforzó su apuesta por la información de sociedad para distinguirse del resto de cabeceras nacionales. Además se hizo una fuerte campaña publicitaria para dar a conocer los cambios. Ventoso definió así la línea editorial:

«Mantenemos una postura aperturista-liberal porque creemos ante todo en la iniciativa de las personas y el respeto a sus derechos individuales. Entendemos el liberalismo como un ejercicio de puro sentido común: el Estado ha de ser un mero regulador, pues si participa en exceso se convierte en juez y parte, conculcando los principios básicos de la Justicia. Queremos superar los conceptos obsoletos de derecha e izquierda».

Pero los nuevos cambios no solucionaron la situación. A principios de 2001, el Grupo Voz registró un descubierto de 200 millones de pesetas generado solo por Diario 16, pues el resto de sus medios de comunicación daban beneficios. Esto provocó que Santiago Rey, figura histórica de la corporación, retomase la dirección de Voz y dejase fuera a los promotores de la compra. Con tan solo 68.000 lectores diarios y una caída del 23% respecto a la anterior oleada del EGM, el Grupo Voz dio la dirección general a dos periodistas (Fernando González Urbaneja y Enrique Badía) y les encomendó la aplicación de un nuevo plan de viabilidad, con cambios en la línea editorial y fuerte presencia en internet.
El editor marcó un plazo de tres meses para encontrar nuevos accionistas. Si lograba una ampliación de capital por 3.000 millones de pesetas, se comprometía a mantenerse en el accionariado. Pero no se presentaron ofertas y la operación fracasó. Hubo dos inversores interesados, pero ambos se retiraron tras los atentados del 11 de septiembre. El 31 de octubre de 2001 se puso a la venta al precio simbólico de una peseta, pero el último posible comprador, un grupo valenciano dedicado a la prensa especializada, se retiró de la puja.
Diario 16 publicó el 7 de noviembre de 2001 su último número (8.824), al no poder afrontar pérdidas por más de 4.400 millones de pesetas. El cierre afectó a los 118 trabajadores que quedaban. Ese año, Enrique Clemente, calificó el cierre de «drama», mientras que el comité de empresa denunció que había sucedido por «una gestión nefasta y negligente por parte del Grupo Voz, que compró la cabecera hace cuatro años» con proyectos que «han carecido de rigor y seriedad».
La Universidad CEU San Pablo se quedó con el archivo completo de Diario 16. En 2012 lo cedió al Museo Adolfo Suárez y la Transición de Cebreros (Ávila) y se encuentra en proceso de digitalización.
El 6 de diciembre de 2015, catorce años después del cierre del diario, se recuperó la marca «Diario 16» para una publicación digital sin continuación con la cabecera histórica. Desde el 18 de marzo de 2017, coincidiendo con el 40.º aniversario, la misma cabecera edita una revista mensual de información general.

## Noticias más destacadas deDiario 16

### Intentos de golpes de Estado
Diario 16 fue uno de los primeros diarios madrileños en denunciar la conspiración militar de la Operación Galaxia, en la que varios militares pretendían detener la transición a la democracia y los cambios impulsados por la Constitución Española. Sus principales impulsores fueron Antonio Tejero y Ricardo Sáenz de Ynestrillas. Estaba previsto que se hubiese dado antes del referéndum para la ratificación de la carta magna, previsto para el 6 de diciembre de 1978.
Unos meses más tarde el periódico, bajo dirección de Miguel Ángel Aguilar, denunció el 26 de enero de 1980 que el general Torres Rojas había sido cesado de la División Acorazada Brunete porque estaba preparando un golpe de Estado desde hacía dos meses. La persona que facilitó los datos fue el capitán Tormo Rico, destinado en Melilla. Debido a esta información, Aguilar fue llamado a declarar ante un juez militar. Y si bien no pudo probar la implicación del general en ese hecho, meses después Torres fue uno de los participantes en el golpe de Estado de 1981.
Durante el 23-F, Diario 16 fue uno de los pocos diarios que se atrevió a sacar ediciones especiales contra el golpe antes de la intervención del Rey por televisión. La primera de ellas no salió hasta las 23:30 e incluía un editorial titulado «En defensa de la Constitución». Meses después de los hechos, llevó a portada la declaración de Tejero ante el juez militar, en tres capítulos vendidos con el titular de «La conspiración». El resto de diarios rechazó informar de ello porque violaba el secreto de sumario y también porque, en su opinión, era un apoyo a las teorías conspirativas de los golpistas.

### Caso GAL
El caso GAL fue destapado en 1987 por el periodista Ricardo Arques, quien comenzó a investigarlo cuando aún trabajaba en el diario vasco Deia. En aquella época mantuvo conversaciones con una fuente anónima que le puso tras la pista del policía José Amedo como dirigente de los Grupos Antiterroristas de Liberación (GAL), una agrupación parapolicial que combatía el terrorismo de ETA mediante la violencia, y que estaba detrás de episodios como el secuestro del empresario industrial Segundo Marey.
Arques se incorporó al equipo de investigación de Diario 16 en julio de 1987 y la fuente anónima le indicó la existencia de un posible zulo en Col de Corlecou (Francia). El descubrimiento tuvo lugar en agosto del mismo año y fue llevado a cabo por Arques y Melchor Miralles, redactor jefe por aquel entonces. El periódico publicó durante cinco días el contenido de los documentos y archivos policiales hallados, además de poner sobre la mesa pruebas que incriminaban a José Amedo con esta agrupación.
La investigación del caso GAL fue la causa de las diferencias entre el editor Juan Tomás de Salas y el director Pedro J. Ramírez, que terminaron con el cese de este último en marzo de 1989 tras un editorial titulado «La rosa y el capullo» y un reportaje con los rostros de todos los miembros de la agrupación. Las investigaciones sobre la posible financiación de los GAL a través del Ministerio del Interior continuaron en el diario El Mundo.

### Caso Roldán
El 23 de noviembre de 1993, Diario 16 desveló que el director de la Guardia Civil desde 1986, Luis Roldán, mantenía un patrimonio de varios chalés y parcelas urbanizables con un sueldo de tan solo 400.000 pesetas cada mes. El titular de portada era «El patrimonio de Roldán se incrementó en 400 millones desde que es jefe de la Guardia Civil» y la información estaba firmada por los periodistas José María Irujo y Jesús Mendoza. El Gobierno cesó a Roldán de todos sus cargos el 3 de diciembre.
Las investigaciones sobre el patrimonio de Luis Roldán siguieron en el diario El Mundo. Su equipo de investigación destapó en 1994 que responsables del Ministerio del Interior repartían dinero de fondos reservados para pagar sobresueldos a altos cargos, entre ellos el propio Roldán.
Irujo y Mendoza fueron galardonados con el premio Ortega y Gasset de 1995 por destapar el escándalo de corrupción.

## Directores

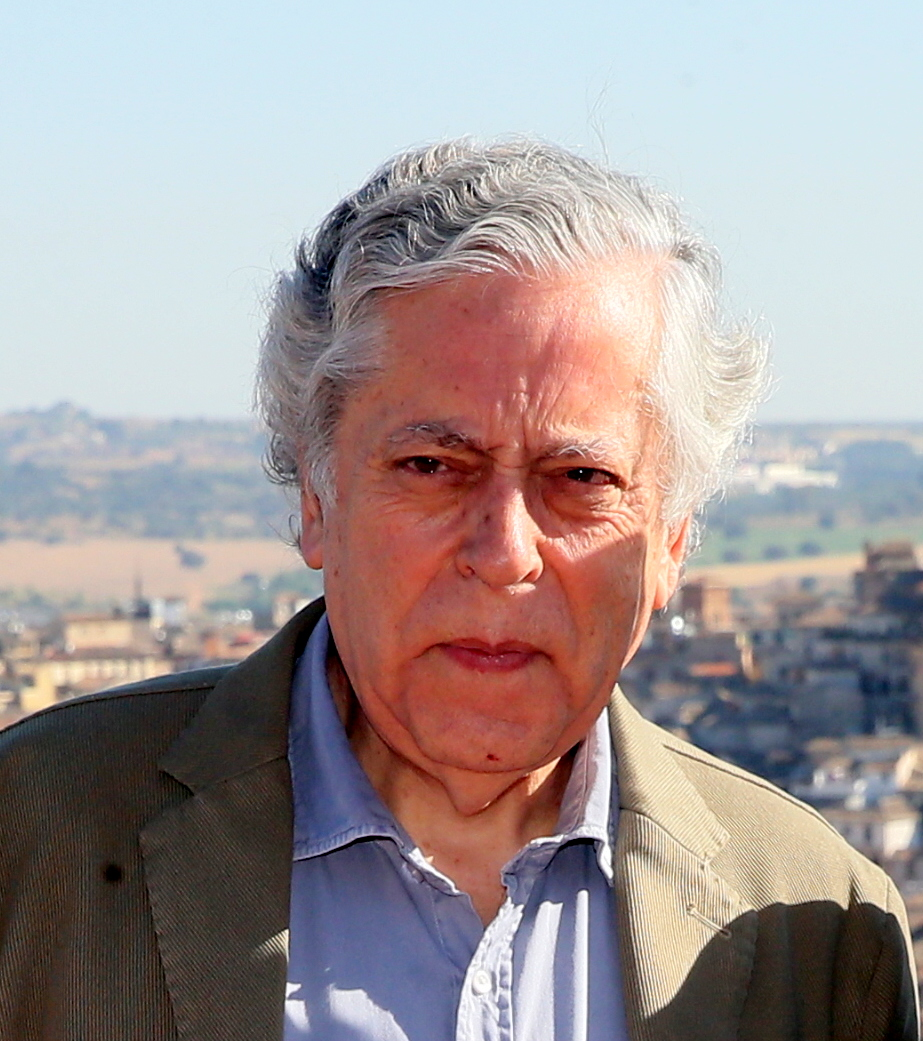
Miguel Ángel Aguilar, director de Diario 16 desde 1977 hasta 1980.

A lo largo de su historia, Diario 16 ha tenido los siguientes directores:
- Ricardo Utrilla (1976 a 1977)
- Miguel Ángel Aguilar (1977 a 1980)
- Justino Sinova (1980, director en funciones)
- Pedro J. Ramírez (1980 a 1989)
- Enrique Badía (1989 a 1990)
- Justino Sinova (1990 a 1992)
- José Luis Gutiérrez (1992 a 1996)
- Eduardo Peralta de Ana (1996, director en funciones)[41]
- Emilio Arrojo (1996)[42]
- Fernando Reinlein (1996)
- Juan Tomás de Salas (1996 a 1997)
- Alfredo Vara (1998, director en funciones)
- Iñaki Torres (1998 a 1999)
- Luis Ventoso (1999 a 2001)
- Ángel García Fernández (febrero de 2001)
- Fernando González Urbaneja y Enrique Badía (julio de 2001)
- Enrique Clemente (2001)